# John av Eltham
John of Eltham, earl av Cornwall, född 5 augusti 1316 på Eltham Palace, Kent, död 13 september 1336 i Perth, Skottland, var son till Edvard II av England och Isabella av Frankrike.
Han blev earl av Cornwall 6 oktober 1328. Han skulle ha gift sig med Maria, Ferdinand IV av Kastiliens dotter, men han dog som 20-åring innan bröllopet kunde äga rum. Han begravdes i januari 1337 i Westminster Abbey, London.